# 提姆·伯切特
蒂莫西·弗洛伊德·伯切特（英語：Timothy Floyd Burchett，1964年8月25日—），是一位美國政治家，現任美国众议院议員田納西州第二國會選區代表。
伯切特是共和黨成員，曾任田納西州諾克斯縣市長。曾在田納西州議會任職，首先在田納西州眾議院任職，代表田納西州第18選區。後來他在田納西州參議院任職，代表諾克斯縣的第七選區。

## 外部連結
- Congressman Tim Burchett （页面存档备份，存于） official U.S. House website
- Tim Burchett for Congress （页面存档备份，存于）

- Tim Burchett at Ballotpedia （页面存档备份，存于）
- Our Campaigns – Mayor Tim Burchett (TN) （页面存档备份，存于） profile
- Tim Burchett State Senate profile （页面存档备份，存于）
- C-SPAN內的頁面（英文）